# Cầu vịnh Hàng Châu

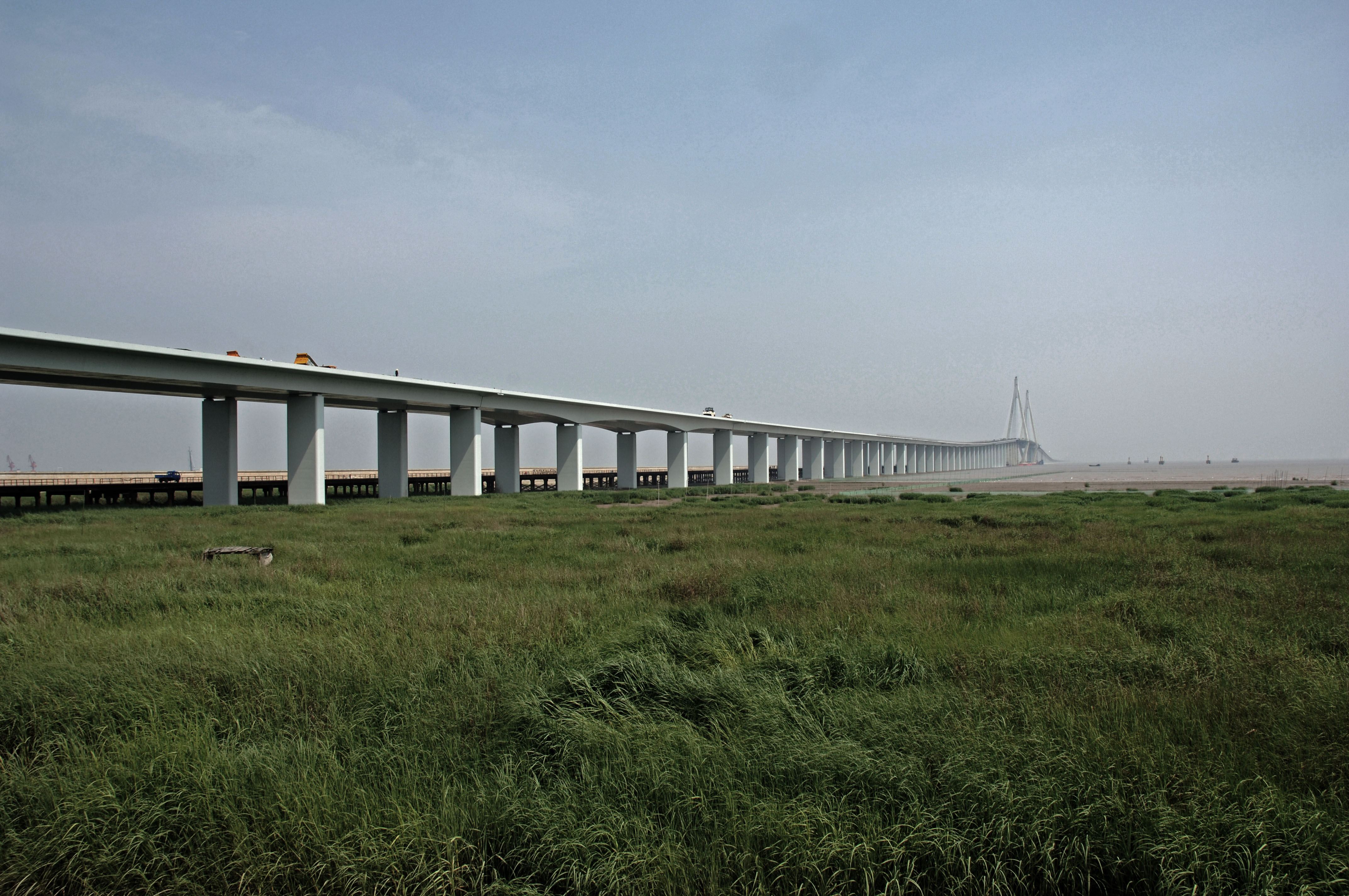
Cầu vịnh Hàng Châu

Cầu vịnh Hàng Châu (Trung văn giản thể: 杭州湾大桥; Trung văn phồn thể: 杭州湾大桥; bính âm: Hángzhōu Wān Dàqiáo, Hán Việt: Hàng Châu loan đại kiều) là một cây cầu đường cao tốc dài với một phần dây văng qua vịnh Hàng Châu ở khu vực ven biển phía đông của Trung Quốc. Nó kết nối các thành phố Gia Hưng và Ninh Ba ở tỉnh Chiết Giang.
Với chiều dài 35,673 km (22 dặm), cầu vịnh Hàng Châu là một trong những cây cầu xuyên biển dài nhất trên thế giới. Cầu được xem là cầu vượt biển dài nhất thế giới cho đến tháng 6 năm 2011, khi khánh thành Cầu vịnh Giao Châu.
Công tác xây dựng cây cầu được hoàn thành vào ngày 14 tháng 6 năm 2007, và một buổi lễ khánh thành được tổ chức vào ngày 26 tháng 6 năm 2007. Cầu không được mở để sử dụng công cộng cho đến ngày 01 tháng 5 năm 2008, sau một thời gian đáng kể để thử nghiệm và đánh giá. Cây cầu rút ngắn khoảng cách đi lại đường cao tốc giữa Ninh Ba và Thượng Hải từ 400 km (249 dặm) còn 280 km (174 mi) và giảm đi thời gian từ 4 còn lại 2 giờ.

## Lịch sử
Việc xây cầu bắc qua vịnh Hàng Châu là chủ đề của nhiều nghiên cứu khả thi khác nhau trong hơn một thập kỷ trước khi kế hoạch cuối cùng được phê duyệt vào năm 2003. Một kế hoạch trước đó đặt cây cầu xa hơn về phía đông, gần với cửa vịnh hơn, trong đó cung cấp một khoảng cách đi lại còn ngắn hơn nữa giữa Ninh Ba và Thượng Hải. Theo kế hoạch này, cây cầu sẽ bắt đầu ở phía bắc từ quận Kim Sơn, một vùng ngoại ô của Thượng Hải. Chính quyền thành phố Thượng Hải từ chối kế hoạch này và tập trung vào xây dựng cầu Đông Hải dài 32,5 km (20 dặm) từ Thượng Hải đến cảng xa bờ tại Dương Sơn trong cửa vịnh. Chính quyền Thượng Hải đã tìm cách để đưa Dương Sơn trở thành cảng chính trên bờ biển phía đông Trung Quốc và từ chối không cho phép xây dựng cầu qua vịnh trên lãnh thổ Thượng Hải, vì điều đó sẽ cải thiện khả năng tiếp cận cảng Ninh Ba tại quận Bắc Lôn. Chính quyền tỉnh Chiết Giang đã buộc phải xây dựng cây cầu xa hơn nữa về phía tây, hoàn toàn trên lãnh thổ Chiết Giang. Cầu Vịnh Hàng Châu nối Từ Khê, một huyện cấp thị thuộc thành phố phó tỉnh Ninh Ba, với Hải Diêm, một huyện của địa cấp thị Gia Hưng. Cầu Vịnh Hàng Châu đã rút ngắn đáng kể lái xe khoảng cách giữa Ninh Ba và khu vực đồng bằng sông Dương Tử và cải thiện khả năng cạnh tranh của cảng Bắc Lôn.